# Sterzhausen
Sterzhausen ist der Sitz der Gemeindeverwaltung von Lahntal, einer Gemeinde im mittelhessischen Landkreis Marburg-Biedenkopf.

## Geschichte

### Ortsgeschichte
Die älteste bekannte schriftliche Erwähnung von Sterzhausen erfolgte unter dem Namen Steinershusen und wird in die Zeit 1200–1220 datiert. Sowohl die romanische Kapelle, als auch der Ort Sterzhausen gehörten sehr wahrscheinlich ursprünglich zum Diakonat Kesterburg (Christenberg) und zur Pfarrei Schönstadt. In der Nähe des Ortes finden sich auch die Reste einer ehemaligen Wallburg, der Burg Eckelskirche.
Hessische Gebietsreform (1970–1977)
Zum 31. Dezember 1971 fusionierten im Zuge der Gebietsreform in Hessen die bis dahin selbständigen Gemeinden  Caldern, das aus den ehemaligen Gemeinden Caldern und Kernbach  bestand, und Sterzhausen freiwillig zur neuen Gemeinde Lahntal. Sitz der Gemeindeverwaltung wurde Sterzhausen. Für Sterzhausen wurde, wie für die übrigen ehemaligen Gemeinden von Lahntal, ein Ortsbezirk gebildet.

### Verwaltungsgeschichte im Überblick
Die folgende Liste zeigt die Staaten und Verwaltungseinheiten, denen Sterzhausen angehört(e):
- vor 1567: Heiliges Römisches Reich, Landgrafschaft Hessen, Amt Wetter (Das Amt Wetter bestand aus den Orten Wetter, Amenau, Oberndorf, Treisbach, Niederasphe, Untersimtshausen, Todenhausen, Melnau, Ober- und Niederrosphe, Niederwetter, Göttingen, Sterzhausen, Warzenbach und Sarnau)[8]
- ab 1567: Heiliges Römisches Reich, Landgrafschaft Hessen-Marburg, Amt Wetter[9]
- 1604–1648: Heiliges Römisches Reich, strittig zwischen Landgrafschaft Hessen-Darmstadt und Landgrafschaft Hessen-Kassel (Hessenkrieg), Amt Wetter
- ab 1648: Heiliges Römisches Reich, Landgrafschaft Hessen-Kassel, Amt Wetter
- ab 1806: Landgrafschaft Hessen-Kassel, Amt Wetter
- 1807–1813: Königreich Westphalen, Departement der Werra, Distrikt Marburg, Kanton Wetter
- ab 1815: Kurfürstentum Hessen, Amt Wetter[10]
- ab 1821: Kurfürstentum Hessen, Provinz Oberhessen, Kreis Marburg[11][Anm. 2]
- ab 1848: Kurfürstentum Hessen, Bezirk Marburg
- ab 1851: Kurfürstentum Hessen, Provinz Oberhessen, Kreis Marburg
- ab 1867: Königreich Preußen, Provinz Hessen-Nassau, Regierungsbezirk Kassel, Kreis Marburg
- ab 1871: Deutsches Reich, Königreich Preußen, Provinz Hessen-Nassau, Regierungsbezirk Kassel, Kreis Marburg
- ab 1918: Deutsches Reich, Freistaat Preußen, Provinz Hessen-Nassau, Regierungsbezirk Kassel, Kreis Marburg
- ab 1944: Deutsches Reich, Freistaat Preußen, Provinz Kurhessen, Landkreis Marburg
- ab 1945: Amerikanische Besatzungszone, Groß-Hessen, Regierungsbezirk Kassel, Landkreis Marburg
- ab 1946: Amerikanische Besatzungszone, Hessen, Regierungsbezirk Kassel, Landkreis Marburg
- ab 1949: Bundesrepublik Deutschland, Hessen, Regierungsbezirk Kassel, Landkreis Marburg
- ab 1972: Bundesrepublik Deutschland, Hessen, Regierungsbezirk Kassel, Landkreis Marburg, Gemeinde Lahntal[Anm. 3]
- ab 1974: Bundesrepublik Deutschland, Hessen, Regierungsbezirk Kassel, Landkreis Marburg-Biedenkopf, Gemeinde Lahntal
- ab 1981: Bundesrepublik Deutschland, Hessen, Regierungsbezirk Gießen, Landkreis Marburg-Biedenkopf, Gemeinde Lahntal

### Gerichte seit 1821
Mit Edikt vom 29. Juni 1821 wurden in Kurhessen Verwaltung und Justiz getrennt. Der Kreis Marburg war für die Verwaltung und das Justizamt Wetter war als Gericht in erster Instanz für Sterzhausen zuständig. Nach der Annexion Kurhessens durch Preußen 1866 erfolgte am 1. September 1867 die Umbenennung des bisherigen Justizamtes in Amtsgericht Wetter. Auch mit dem Inkrafttreten des Gerichtsverfassungsgesetzes (GVG) 1877 blieb das Amtsgericht bestehen. 1943 wurde es Zweigstelle des Amtsgerichts Marburg und 1946 wurde auch die Zweigstelle geschlossen. Der Bezirk des Amtsgerichts Wetter ging im Bezirk des Amtsgerichts Marburg auf.

## Bevölkerung

### Einwohnerstruktur 2011
Nach den Erhebungen des Zensus 2011 lebten am Stichtag dem 9. Mai 2011 in Sterzhausen 2049 Einwohner. Darunter waren 126 (6,1 %) Ausländer. Nach dem Lebensalter waren 462 Einwohner unter 18 Jahren, 909 zwischen 18 und 49, 363 zwischen 50 und 64 und 312 Einwohner waren älter. Die Einwohner lebten in 771 Haushalten. Davon waren 183 Singlehaushalte, 201 Paare ohne Kinder und 306 Paare mit Kindern, sowie 66 Alleinerziehende und 12 Wohngemeinschaften. In 114 Haushalten lebten ausschließlich Senioren und in 558 Haushaltungen lebten keine Senioren.

### Einwohnerentwicklung
Quelle: Historisches Ortslexikon
- 1502: 20 Männer
- 1577: 40 Hausgesesse
- 1630: 36 Hausgesesse (10 zweispännige, 9 einspännige Ackerleute, 17 Einläuftige).
- 1681: 28 hausgesessene Mannschaften
- 1747: 47 Haushalte
- 1838: Familien: 4 nutzungsberechtigte, 24 nicht nutzungsberechtigte Ortsbürger, 34 Beisassen

| Sterzhausen: Einwohnerzahlen von 1787 bis 2022 | Sterzhausen: Einwohnerzahlen von 1787 bis 2022 | Sterzhausen: Einwohnerzahlen von 1787 bis 2022 | Sterzhausen: Einwohnerzahlen von 1787 bis 2022 | Sterzhausen: Einwohnerzahlen von 1787 bis 2022 |
| --- | ---------------------------------------------- | ---------------------------------------------- | ---------------------------------------------- | ---------------------------------------------- |
| Jahr |                                                |                                                |                                                | Einwohner                                      |
| 1787 | 1787                                           |                                                | 348                                            | 348                                            |
| 1800 | 1800                                           |                                                | ?                                              | ?                                              |
| 1834 | 1834                                           |                                                | 567                                            | 567                                            |
| 1840 | 1840                                           |                                                | 502                                            | 502                                            |
| 1846 | 1846                                           |                                                | 543                                            | 543                                            |
| 1852 | 1852                                           |                                                | 569                                            | 569                                            |
| 1858 | 1858                                           |                                                | 607                                            | 607                                            |
| 1864 | 1864                                           |                                                | 648                                            | 648                                            |
| 1871 | 1871                                           |                                                | 555                                            | 555                                            |
| 1875 | 1875                                           |                                                | 578                                            | 578                                            |
| 1885 | 1885                                           |                                                | 611                                            | 611                                            |
| 1895 | 1895                                           |                                                | 647                                            | 647                                            |
| 1905 | 1905                                           |                                                | 665                                            | 665                                            |
| 1910 | 1910                                           |                                                | 719                                            | 719                                            |
| 1925 | 1925                                           |                                                | 838                                            | 838                                            |
| 1939 | 1939                                           |                                                | 976                                            | 976                                            |
| 1946 | 1946                                           |                                                | 1.324                                          | 1.324                                          |
| 1950 | 1950                                           |                                                | 1.395                                          | 1.395                                          |
| 1956 | 1956                                           |                                                | 1.311                                          | 1.311                                          |
| 1961 | 1961                                           |                                                | 1.341                                          | 1.341                                          |
| 1967 | 1967                                           |                                                | 1.352                                          | 1.352                                          |
| 1980 | 1980                                           |                                                | ?                                              | ?                                              |
| 1990 | 1990                                           |                                                | ?                                              | ?                                              |
| 2000 | 2000                                           |                                                | ?                                              | ?                                              |
| 2011 | 2011                                           |                                                | 2.049                                          | 2.049                                          |
| 2014 | 2014                                           |                                                | 2.014                                          | 2.014                                          |
| 2022 | 2022                                           |                                                | 2.254                                          | 2.254                                          |
| Datenquelle: Historisches Gemeindeverzeichnis für Hessen: Die Bevölkerung der Gemeinden 1834 bis 1967. Wiesbaden: Hessisches Statistisches Landesamt, 1968. Weitere Quellen: LAGIS; Zensus 2011; Gemeinde Lahntal; 2014, 2022 |                                                |                                                |                                                |                                                |

### Historische Religionszugehörigkeit
| Quelle: Historisches Ortslexikon | |
| • 1861:                          | 0621 evangelisch-lutherische, ein römisch-katholischer, 9 jüdische Einwohner                                                        |
| • 1885:                          | 0577 evangelische (= 95,06 %), kein katholischer, 22 anderes christliche-konfessionelle (= 3,62 %), 8 jüdische (= 1,32 %) Einwohner |
| • 1961:                          | 1214 evangelische (= 90,53 %), 116 katholische (= 8,65 %) Einwohner                                                                 |

### Erwerbstätigkeit
| Quelle: Historisches Ortslexikon | |
| • 1787:                          | Erwerbspersonen: 1 Müller, 3 Schmiede, 4 Wagner, 2 Schreiner, 1 Maurer und Ziegelbrenner, 4 Schneider, 19 Leineweber, 2 Wirte, 3 Schäfer, 3 Tagelöhner, 3 einzelne Weibspersonen. |
| • 1838:                          | Familien: 44 Ackerbau, 10 Gewerbe, 10 Tagelöhner. |
| • 1961:                          | Erwerbspersonen: 216 Land- und Forstwirtschaft, 266 Produzierendes Gewerbe, 104 Handel und Verkehr, 98 Dienstleistungen und Sonstiges.                                            |

## Politik
Für Sterzhausen besteht ein Ortsbezirk mit Ortsbeirat und Ortsvorsteher nach der Hessischen Gemeindeordnung.
Der Ortsbeirat für den Ortsbezirk Sterzhausen besteht aus fünf Mitgliedern. Die Wahlbeteiligung zur Wahl des Ortsbeirats bei der Kommunalwahl 2021 58,45 %. Dabei wurden gewählt: zwei Mitglieder der SPD, ein Mitglied der CDU und zwei Mitglieder der „Bürgerliste Lahntal“. Der Ortsbeirat wählte Matthias Dalwig (CDU) zum Ortsvorsteher.

## Kultur und Sehenswürdigkeiten

### Naturdenkmäler

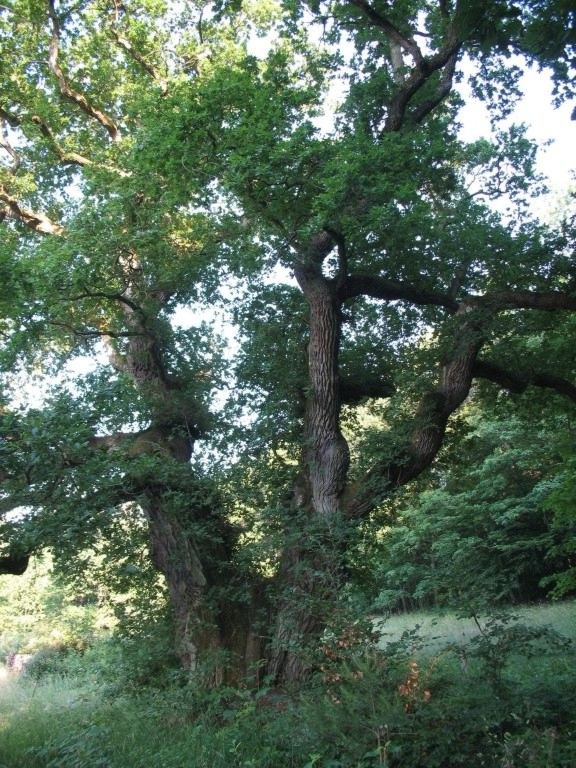
Alte Eiche am Forsthaus von Sterzhausen

- Eiche am Forsthaus mit einem Brusthöhenumfang von 7,08 m (2014).[19]

### Bauwerke
Sehenswert ist die für die Region typische alte Wehrkirche, deren Ursprung wahrscheinlich auf eine romanische Kapelle zurückgeht, sowie ein Baumdenkmal am alten Forsthaus am Waldrand des Wollenbergs. Dort entlang verläuft von Wetter kommend auch der Ubbelohderadweg, an dem sich eine Grillhütte befindet, von der Sterzhausen und ein Teil des oberen Lahntals einsehbar sind. Der Ubbelohderadweg trifft bei Caldern schließlich auf den Lahntal-Radweg.
Das Kirchengebäude

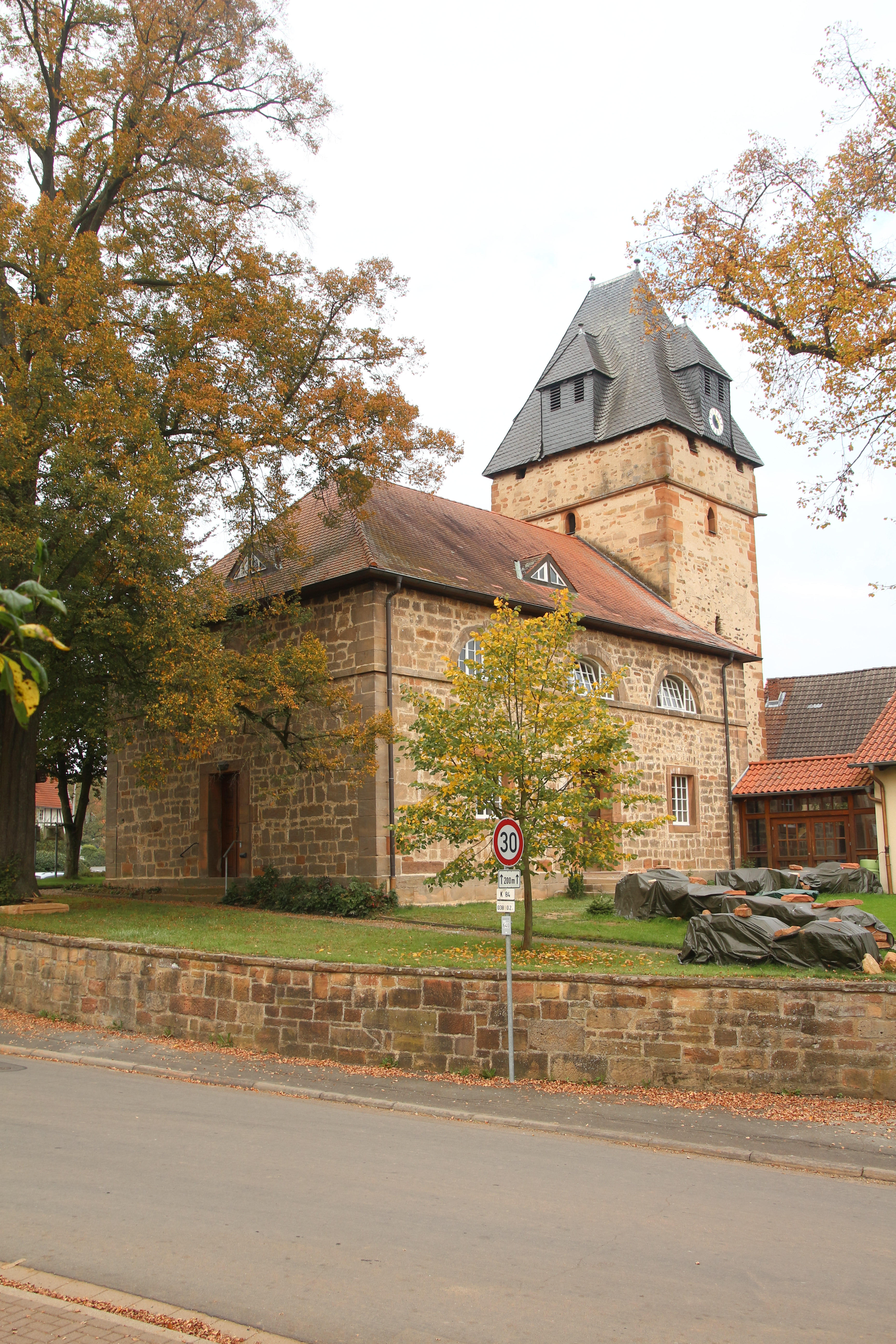
Die Wehrkirche von Sterzhausen

Der weithin sichtbare Wehrturm der Kirche ist das Wahrzeichen des Ortes. Er ist mit Abstand das älteste Gebäude in Sterzhausen. Sehr wahrscheinlich gehen die Grundmauern des Turmes auf eine romanische Kapelle zurück. 1383 wird ein Pfarrer aus Caldern erwähnt, der die Kapelle Sterzhausen versah.
Bei einer Renovierung sind die ältesten Balken im Turm mit einem genauen Verfahren auf das Jahr 1246 datiert worden. Aus dieser Zeit stammt auch der besondere Putz an der Ostseite des Turmes, der damals restauriert wurde und für seine Zeit einzigartig erhalten ist. Bei einem Angriff verschanzten sich alle Dorfbewohner im oberen Geschoss des Turmes. Der einzige Zugang (auf dem Dach über der heutigen Kanzel) wurde durch eine schwere Tür geschlossen und diese wurde mit einem kräftigen Querbalken von innen gesichert. Diese Schließanlage ist noch heute zu sehen. So gesichert war man mehrere Tage – bis zum Eintreffen der Verteidiger – einigermaßen sicher.
Im Chorraum sind Wandmalereien aus dem 13. Jahrhundert erhalten, die 1962 freigelegt wurden: Kreuzweise, schwarze Hahnenschwanzfedern, Kreuze und zehn Sterne. An der Ostwand ist in blassgrünen Farben ein richtender Christus in der Mandorla mit einem Schwert im Mund aus der Spätromanik (12./13. Jahrhundert) zu sehen. Darunter wird ein weiteres, altes Christusbild vermutet. Ein Walmdach mit vier Dacherkern aus späterer Zeit überdeckt Turm und Umgang. Das heutige Kirchenschiff ist ein klassizistischer Saalbau aus dem Jahre 1836 mit charakteristischen Halbkreisfenstern. Es wurde nach dem großen Brand am Anfang des letzten Jahrhunderts neu erstellt. An der Westempore sind die vier Apostel und Martin Luther mit dem Schwan – eine große Besonderheit – abgebildet. Dieses Bild wurde von der Lutherhalle in Wittenberg übernommen. In den 1960er Jahren kamen neben der Leichenhalle zwei Grabsteine für die verstorbenen Söhne des Pfarrers Ruppersberger aus dem Jahre 1664 und 1667 in die Umfassungsmauer.

### Brauchtum
Ein Brauchtums- und Trachtenverein veranstaltet in unregelmäßigen Abständen gut besuchte Märkte und Feste.

## Infrastruktur

### Nahversorgung
Neben Goßfelden ist Sterzhausen der zweite Ortsteil mit zentralörtlicher Funktion und allen Geschäften des täglichen Bedarfs. In Sterzhausen ist der Sitz der Verwaltung der Gemeinde Lahntal. Zu Sterzhausen gehören eine evangelische Kirche, eine Grundschule, ein Kindergarten, eine Freiwillige Feuerwehr, eine Gemeindehalle (mit großer Photovoltaikanlage), mehrere Spielplätze, Fußballplätze, zwei Banken, eine Apotheke, eine Eisdiele und vier Gaststätten.

### Verkehr
Am Bahnhof Sterzhausen an der Oberen Lahntalbahn (Marburg–Biedenkopf–Bad Laasphe–Erndtebrück) halten stündlich Regionalbahnen der Kurhessenbahn. Der Bahnsteig wurde Mitte der 2000er Jahre erneuert und gepflastert. Er ist 55 Zentimeter hoch und für mobilitätseingeschränkte Personen barrierefrei erreichbar.